# Campeonato Mundial de Curling Mixto Doble de 2020
El XIII Campeonato Mundial de Curling Mixto Doble se iba a celebrar en Kelowna (Canadá) entre el 18 y el 25 de abril de 2020 bajo la organización de la Federación Mundial de Curling (WCF) y la Federación Canadiense de Curling. Pero debido a la pandemia de COVID-19 el evento fue cancelado.